# Corbichonia
Corbichonia, biljni rod iz porodice Lophiocarpaceae kojemu pripadaju tri vrste jednogodišnjeg raslinja ili kratkotrajnih trajnica iz velikih dijelova Afrike, Arapskog poluotoka i od Irana preko Pakistana do Indije
Listovi su naizmjenični, stipule odsutne.

## Vrste
1. Corbichonia decumbens (Forssk.) Exell; najrasprostranjenija.
2. Corbichonia exellii Sukhor.
3. Corbichonia rubriviolacea (Friedrich) C.Jeffrey

## Sinonimi
- Axonotechium Fenzl